# Drimia tazensis
Drimia tazensis là một loài thực vật có hoa trong họ Măng tây. Loài này được (Batt. & Maire) Stearn mô tả khoa học đầu tiên năm 1978.